# توني بوبوفيتش
'توني بوبوفيتش (بالإنجليزية: Tony Popovic)‏ هو لاعب كرة قدم سابق ومدرب كرواتي-أسترالي. بدأ بلعب كرة القدم لأول مرة في المنتخب الأسترالي تحت 17 سنة واعتزل في سنة 2008. وفي نفس السنة عين كمساعد مدرب، وفي 2011 صار مدربا لأول مرة.

## روابط خارجية
- توني بوبوفيتش على موقع الاتحاد الدولي (مؤرشف)  (الإنجليزية)
- توني بوبوفيتش على موقع رابطة كرة القدم اليابانية للمحترفين (اليابانية)
- توني بوبوفيتش على موقع قاعدة بيانات كرة القدم.إي يو (الإنجليزية)
- توني بوبوفيتش على موقع ناشيونال فوتبول تيمز (الإنجليزية)
- توني بوبوفيتش على موقع Soccerbase.com (لاعب) (الإنجليزية)
- توني بوبوفيتش على موقع Soccerway.com (الإنجليزية)
- توني بوبوفيتش على موقع عالم كرة القدم.نت (الإنجليزية)
- توني بوبوفيتش على موقع كووورة
- توني بوبوفيتش على موقع أوليمبيديا (الإنجليزية)
- توني بوبوفيتش على موقع اللجنة الأولمبية الأسترالية (الإنجليزية)